# 埃斯帕罗斯
埃斯帕罗斯（法語：Esparros，法語發音：[ɛspaʁɔs]）是法国上比利牛斯省的一个市镇，属于巴涅尔德比戈尔区。

## 地名
该地名“Esparros”发音为[ɛspaʁɔs]，末尾字母“s”发音，《世界地名翻译大辞典》与《世界地名译名词典》将其误译作“埃斯帕罗”。

## 地理
埃斯帕罗斯（43°1'54"N, 0°19'16"E）面积32.56 平方千米，位于法国奧克西塔尼大區上比利牛斯省，该省份为法国西南部内陆省份，北至热尔省，西接大西洋比利牛斯省，南与西班牙接壤，东临上加龙省。
与埃斯帕罗斯接壤的市镇（或旧市镇、城区）包括：阿罗代、阿斯克、阿斯泰、阿沃扎克-普拉特-拉伊特、康庞、埃什、拉巴斯蒂德、拉博尔德、隆内。
埃斯帕罗斯的时区为UTC+01:00、UTC+02:00（夏令时）。

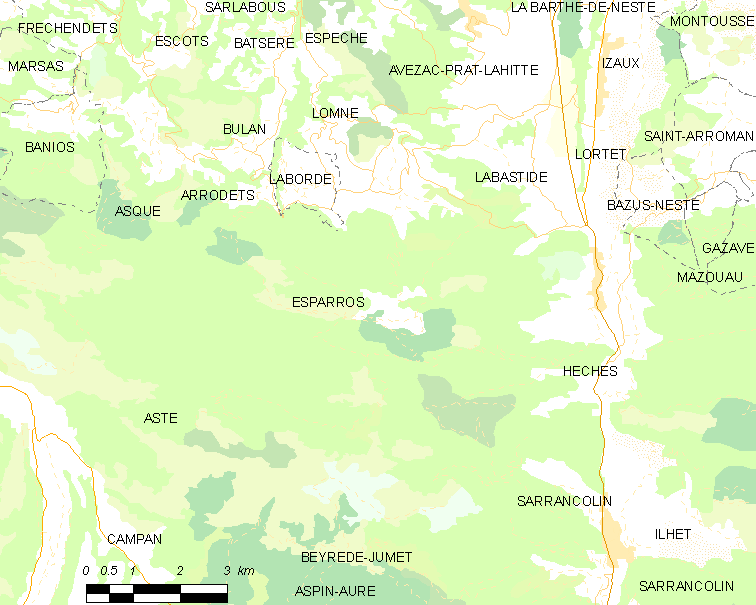
埃斯帕罗斯的OSM定位图

## 行政
埃斯帕罗斯的邮政编码为65130，INSEE市镇编码为65165。

## 政治
埃斯帕罗斯所属的省级选区为内斯特-欧尔-卢龙县。

## 人口

1962-2008年间埃斯帕罗斯人口变化图示

埃斯帕罗斯于2022年1月1日时的人口数量为166人。